# Lliga polonesa de futbol

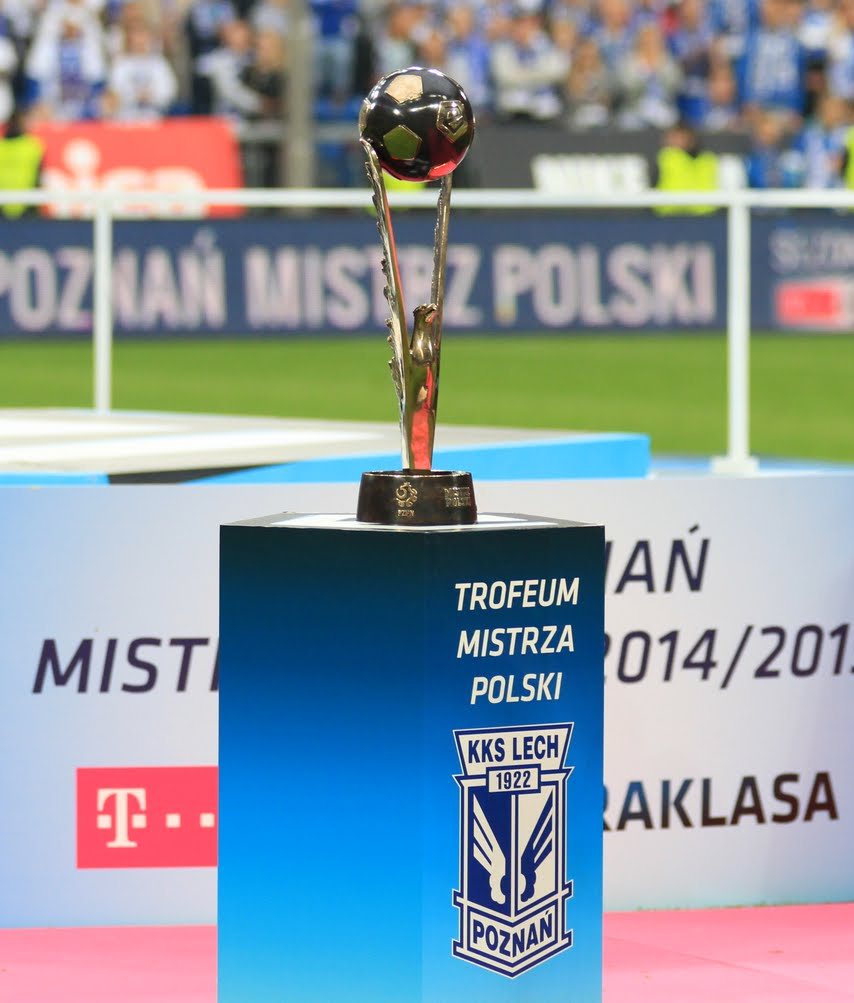
Ekstraklasa 2014/15

La lliga polonesa de futbol, oficialment Ekstraklasa, és la màxima competició futbolística del país.
La lliga nasqué amb el nom Liga Piłki Nożnej (LPN) el 1927 a Varsòvia. Des del 1920 s'havien disputat campionats polonesos no disputats en format de lliga. Amb anterioritat s'havien organitzat alguns campionats regionals.

## Clubs

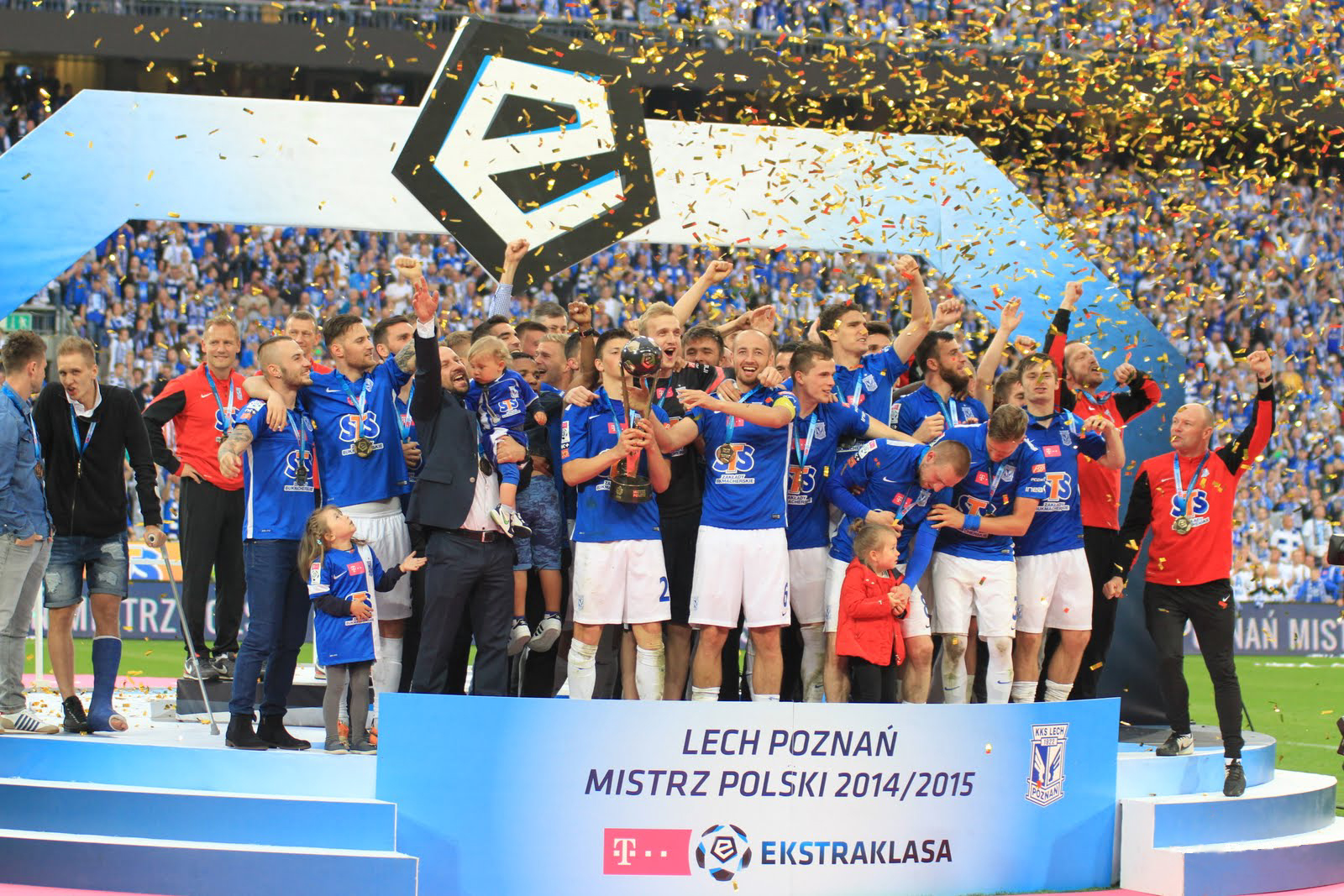
Lech Poznań 2014–15

La lliga polonesa està formada per 16 equips.
| Club                         | Location  |
| ---------------------------- | --------- |
| Arka Gdynia                  | Gdynia    |
| Bruk-Bet Termalica Nieciecza | Nieciecza |
| Cracovia                     | Cracòvia  |
| Górnik Zabrze                | Zabrze    |
| Jagiellonia Białystok        | Białystok |
| Korona Kielce                | Kielce    |
| Lech Poznań                  | Poznań    |
| Lechia Gdańsk                | Gdańsk    |
| Legia Varsòvia               | Varsòvia  |
| Piast Gliwice                | Gliwice   |
| Pogoń Szczecin               | Szczecin  |
| Sandecja Nowy Sącz           | Nieciecza |
| Śląsk Wrocław                | Breslau   |
| Wisła Kraków                 | Cracòvia  |
| Wisła Płock                  | Płock     |
| Zagłębie Lubin               | Lubin     |

## Historial
Pels campionats anteriors a la independència de Polònia vegeu: Campionats regionals polonesos de futbol.

Font:
- 1920: Abandonat per la guerra poloneso-soviètica
- 1921:  KS Cracovia [a] (1)
- 1922:  Pogoń Lwów [a] (1)
- 1923:  Pogoń Lwów [a] (2)
- 1924: No es disputà, pels Jocs Olímpics
- 1925:  Pogoń Lwów [a] (3)
- 1926:  Pogoń Lwów [a] (4)
- 1927:  Wisła Kraków (1)
- 1928:  Wisła Kraków (2)
- 1929:  Warta Poznań (1)
- 1930:  KS Cracovia (2)
- 1931:  Garbarnia Kraków (1)
- 1932:  KS Cracovia (3)
- 1933:  Ruch Hajduki Wielkie (1)
- 1934:  Ruch Hajduki Wielkie (2)
- 1935:  Ruch Hajduki Wielkie (3)
- 1936:  Ruch Hajduki Wielkie (4)
- 1937:  KS Cracovia (4)
- 1938:  Ruch Hajduki Wielkie (5)
- 1939: No finalitzat per la II Guerra Mundial
- 1940-45: No es disputà
- 1946:  Polonia Warszawa [a] (1)
- 1947:  Warta Poznań [a] (2)
- 1948:  KS Cracovia (5)
- 1949:  Wisła Kraków (3)
- 1950:  Wisła Kraków (4)
- 1951:  Wisła Kraków [b] (5)
- 1952:  Ruch Chorzów (6)
- 1953:  Ruch Chorzów (7)
- 1954:  Polonia Bytom (1)
- 1955:  Legia Varsòvia (1)
- 1956:  Legia Varsòvia (2)
- 1957:  Górnik Zabrze (1)
- 1958:  Łódzki Klub Sportowy (1)
- 1959:  Górnik Zabrze (2)
- 1960:  Ruch Chorzów (8)
- 1961:  Górnik Zabrze (3)
- 1962:  Polonia Bytom (2)
- 1962-63:  Górnik Zabrze (4)
- 1963-64:  Górnik Zabrze (5)
- 1964-65:  Górnik Zabrze (6)
- 1965-66:  Górnik Zabrze (7)
- 1966-67:  Górnik Zabrze (8)
- 1967-68:  Ruch Chorzów (9)
- 1968-69:  Legia Varsòvia (3)
- 1969-70:  Legia Varsòvia (4)
- 1970-71:  Górnik Zabrze (9)
- 1971-72:  Górnik Zabrze (10)
- 1972-73:  Stal Mielec (1)
- 1973-74:  Ruch Chorzów (10)
- 1974-75:  Ruch Chorzów (11)
- 1975-76:  Stal Mielec (2)
- 1976-77:  Śląsk Wrocław (1)
- 1977-78:  Wisła Kraków (6)
- 1978-79:  Ruch Chorzów (12)
- 1979-80:  Szombierki Bytom (1)
- 1980-81:  Widzew Łódź (1)
- 1981-82:  Widzew Łódź (2)
- 1982-83:  Lech Poznań (1)
- 1983-84:  Lech Poznań (2)
- 1984-85:  Górnik Zabrze (11)
- 1985-86:  Górnik Zabrze (12)
- 1986-87:  Górnik Zabrze (13)
- 1987-88:  Górnik Zabrze (14)
- 1988-89:  Ruch Chorzów (13)
- 1989-90:  Lech Poznań (3)
- 1990-91:  Zagłębie Lubin (1)
- 1991-92:  Lech Poznań (4)
- 1992-93:  Lech Poznań [c] (5)
- 1993-94:  Legia Varsòvia (5)
- 1994-95:  Legia Varsòvia (6)
- 1995-96:  Widzew Łódź (3)
- 1996-97:  Widzew Łódź (4)
- 1997-98:  Łódzki Klub Sportowy (2)
- 1998-99:  Wisła Kraków (7)
- 1999-00:  Polonia Warszawa (2)
- 2000-01:  Wisła Kraków (8)
- 2001-02:  Legia Varsòvia (7)
- 2002-03:  Wisła Kraków (9)
- 2003-04:  Wisła Kraków (10)
- 2004-05:  Wisła Kraków (11)
- 2005-06:  Legia Varsòvia (8)
- 2006-07:  Zagłębie Lubin (2)
- 2007-08:  Wisła Kraków (12)
- 2008-09:  Wisła Kraków (13)
- 2009-10:  Lech Poznań (6)
- 2010-11:  Wisła Kraków (14)
- 2011-12:  Śląsk Wrocław (2)
- 2012-13:  Legia Varsòvia (9)
- 2013-14:  Legia Varsòvia (10)
- 2014-15:  Lech Poznań (7)
- 2015-16:  Legia Varsòvia (11)
- 2016-17:  Legia Varsòvia (12)
- 2017-18:  Legia Varsòvia (13)
- 2018-19:  Piast Gliwice (1)
- 2019-20:  Legia Varsòvia (14)
- 2020-21:  Legia Varsòvia (15)
- 2021-22:  Lech Poznań (8)
- 2022-23:  Raków Częstochowa (1)
- 2023-24:  Jagiellonia Białystok (1)
- 2024-25:  Lech Poznań (9)

1. 1 2 3 4 5 6 7  No disputat en format de lliga.
2. ↑  Wisla guanyà la lliga, però la Federació decidí, abans del campionat, que el títol de campió polonès fos per al vencedor de copa, per tal de donar importància a aquest campionat. Ruch (sisè) fou proclamat campió polonès per la seva victòria a la copa.
3. ↑  Legia i LKS (primer i segon) foren desqualificats per manipulació de partits.